# Jacques Delors
Jacques Delors (celotno ime Jacques Lucien Jean Delors), francoski politik in ekonomist, * 20. julij 1925, Pariz, † 27. december 2023, Pariz
V Banki Francije je bil zaposlen od leta 1945 in kmalu dobil vodstvene položaje. Iz ekonomije je diplomiral na pariški Sorboni. Aktiven je bil v Krščanski (od 1964 Demokratični) konfederaciji sindikatov, kjer je bil ekonomski svetovalec od 1950. Leta 1962 je iz francoske nacionalne banke odšel za vodjo oddelka za socialne zadeve pri Državni planski komisiji, 1969-72 pa je bil glavni svetovalec za socialne zadeve pri programu "nove družbe" premierja Jacquesa Chaban-Delmasa.
Leta 1974 se je pridružil francoski socialistični stranki, že 1976 pa je postal strankin predstavnik za mednarodne ekonomske odnose. Leta 1979 je bil izvoljen v Evropski parlament, v katerem je predsedoval odboru za ekonomske in monetarne zadeve. Predsednik François Mitterrand ga je imenoval za ministra za finance in ekonomijo, kar je bil v letih 1981-83, minister za ekonomijo, finance in proračun pa do 1984. Med letoma 1985 in 1995 je bil predsednik Evropske komisije. V tej vlogi je oživil Evropsko skupnost, ki jo je uspel reformirati s sprejetjem Enotnega evropskega akta (1986) in nato še Maastrichtske pogodbe iz leta 1992 (uveljavljena 1993), ki je ustvarila sodobno Evropsko unijo. S tem je postavil temelje za monetarno unijo in enotni evropski trg brez meja. 
Po zaključku obeh 5-letnih mandatov je veljal za vodilnega kandidata na francoskih predsedniških volitvah, a je kandidaturo zavrnil. Umrl je v 99. letu starosti.
Njegova hči Martine Aubry je prav tako političarka in vodilna francoska socialistka.